# マペット

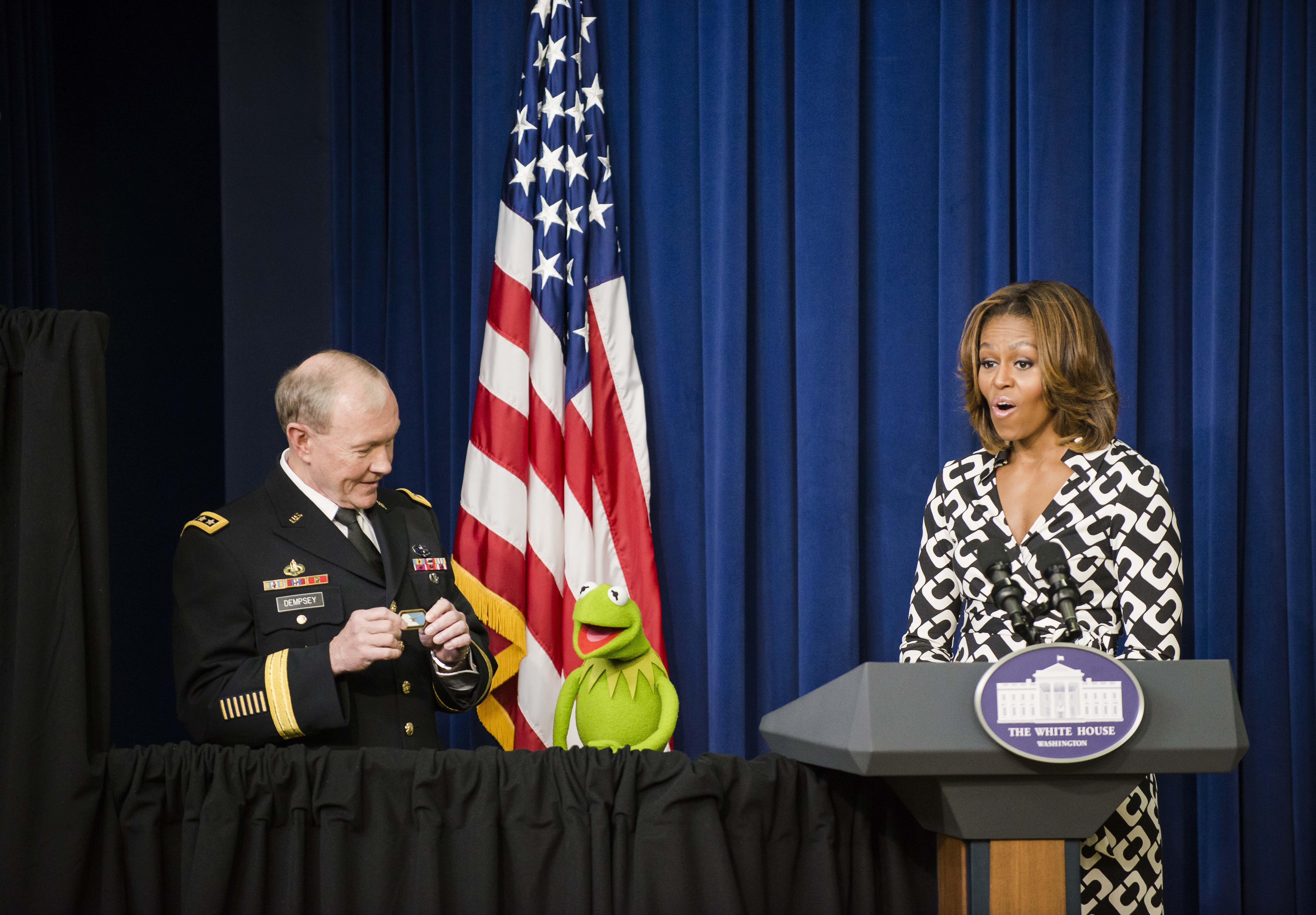
マペット第1号のカーミット（写真中央）

マペット（The Muppets）は、ジム・ヘンソンによって創作された,アメリカ人  人形劇の一団。操り人形を意味するマリオネット（marionnette）と指人形を意味するパペット（puppet）を組み合わせたヘンソンによる造語。
マペットの人形たちは、人間の手指によって表情が動かされ、棒（糸）で手足が動かされ、柔軟な動きをするため、軟質な素材でできている。人形を操作する人物が声優を兼ねることにより、発声と人形の口の動き（口パク）が一致することが特徴。大型のマペットは2人以上で操作される（これはヘンソンが来日した際に鑑賞した文楽の人形浄瑠璃に影響を受けたものである[要検証 – ノート] ）。ラジオコントロールで操作される場合もある。
1950年代からアメリカの子供向けテレビ番組の『マペット・ショー』や日本でも放送された『セサミストリート』などに登場し、長らく人気を博してきた。1980年代には映画が何本も公開されたほか、2004年にウォルト・ディズニー・カンパニーがザ・マペッツ・スタジオの権利を取得した後は複数の映画（『ザ・マペッツ』、『ザ・マペッツ2』）やドラマが製作されている。
半世紀以上にわたるマペットの活躍はアメリカのエンターテイメント界で広く認められており、AFI賞やアカデミー賞、アメリカ議会図書館、ハリウッド・ウォーク・オブ・フェームなどを獲得している。

## 歴史

### 誕生初期

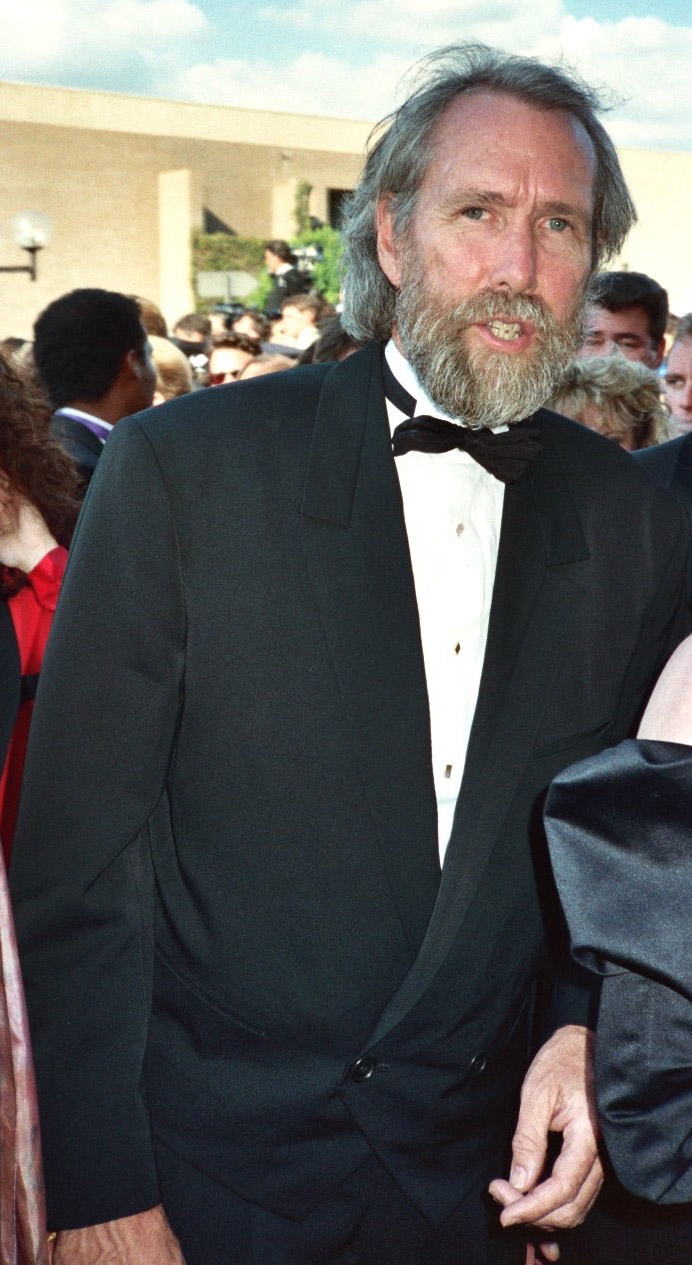
マペットの生みの親であるジム・ヘンソン

マペットはジム・ヘンソンによって1950年代に創作された。第１号はカーミットであり、現在でもマペットを代表するキャラクターである。今までの一般的な人形劇との区別化を図るため、マリオネットとパペットを組み合わせた「マペット」という名が付けられ、内容も子供だけでなく大人向けの作品を作ることに決めていた。1955年にマペットはテレビ番組の『サムと友達』で初登場を果たし、大半の役はヘンソンによって演じられた。斬新なキャラクター設定や、これまでの人形劇では必ずあったプロセニアム・アーチが映らないなどの違いなどが人気を博し、この番組は1961年まで続いた。
この人気を受け、ヘンソンは非営利団体「チルドレンズ・テレビジョン・ワークショップ」（現：セサミワークショップ）に加わり、マペットを用いた子供向けの教育番組『セサミストリート』の製作に取り掛かる。この番組は1969年の放映開始以降、半世紀近くに渡って愛され続けている。

### マペット・ショーとその後の成功
セサミストリートの大成功はヘンソンにとって喜ぶべきもののはずだったが、大人向けの人形劇を作りたいという当初の目的とは異なったものであった。そのためセサミストリートのようにマペットを主役に置きながらも、子供の教育番組ではなく純粋にコメディを追求し、より広い年齢層をターゲットにしたテレビ番組の製作に取り掛かる。1974年、マペットの新たなテレビシリーズのパイロット版がABCで放映されるものの、ABCを含めアメリカの大手テレビ会社はこの作品に興味を示さず、十分な資金調達が出来なくなってしまった。しかし英国のルー・グレード卿の番組製作会社ITCの協力の元で製作することが出来、始まった『マペット・ショー』は大きな人気を博した。
主役にこそ『サムと友達』や『セサミストリート』に既に登場しているカーミットをおいたものの、他の著名なキャラクターであるミス・ピギー、フォジー・ベア、ゴンゾなどはこの作品が初登場であり、特徴的なキャラクター性により一躍人気者となった。この斬新なスケッチ・コメディー型の番組は1981年まで続き、それまでの間にエミー賞に21回もノミネートされ、バラエティ部門などを受賞した。また1979年には初の映画作品となる『マペットの夢みるハリウッド』 が公開されマペット・ショーの終了後も立て続けに映画作品が公開された。
1980年代後半ごろからジム・ヘンソンはウォルト・ディズニー・カンパニーのマイケル・アイズナーと共に、マペットの権利の売却についての交渉を始める。ディズニーは1億5000万ドルでの会社買収を検討しており、当初はセサミストリートのキャラクターの権利も含めたがっていたが、ヘンソンはそれを拒否した。またそれと同時にマペットのアトラクションをディズニーパークに作る計画も為されていた。
ところが1990年にヘンソンが死去すると、マペットの権利買収の話は頓挫する。しかしアトラクション建設は無事に進み、1991年に「マペットビジョン3D」がディズニー・ハリウッド・スタジオ（当時ディズニー・MGM・スタジオ）にオープンした。またディズニーは映画作品に関しても、製作協力という形で関り、テレビシリーズの『マペット放送局』が当時ディズニー傘下となったばかりのABCで放映された。

### ディズニーによる買収
交渉開始から14年が経った2004年2月17日、ディズニー社がジム・ヘンソン・カンパニーを7500万ドルで買収し、マペットのキャラクター権を獲得した。ただし例外として『セサミストリート』に登場するキャラクター権はセサミワークショップが所持している他、『フラグルロック』に登場するキャラクター権と『マペットめざせブロードウェイ!』、『ゴンゾ宇宙に帰る』、『カーミットのどろんこ大冒険』の配給権はソニー・ピクチャーズ エンタテインメントが所持している。また、この買収により「マペット」という単語はディズニー社の登録商標となったが、セサミワークショップはこれまで通り自身のキャラクターをマペットと呼ぶことが出来、ディズニー社とのライセンスの元で過去のカーミットが登場する映像を利用する事が出来る。
ディズニーによる買収後、数年は大きな作品は作られずYouTube上でオリジナルの動画が複数製作されるなどに留まっていた。しかし2011年、リブート作品とも言える『ザ・マペッツ』が公開され、マペット映画史上最高の興行成績を出した他、批評家からも高い評価を得た。また劇中歌の『Man or Muppets』は、その年のアカデミー歌曲賞を受賞した。
この作品の成功により続編の『ザ・マペッツ2/ワールド・ツアー』が公開され、およそ20年ぶりとなるテレビシリーズが2015年からABCで放映された。また、ディズニーが開始する新たなストリーミング・サービスの中で新たな作品が作られる予定であることが2018年に報じられ、その後、2020年にディズニーの定額制動画配信サービスである「Disney+」にて、『Muppets Now』（邦題：マペット大集合!）として、公開・配信された。

## デザインと演技
多くのマペットは手で動かすものと棒で動かすものの複合型である。キャラクターによって様々な見た目を持つが、その多くがとても大きな口と突き出た目、フェルトのような質感の肌を持つ。モチーフとなるものは動物だけでなく、人間やロボット、神話上の生き物、そしてモチーフが無い全く新しい生き物の場合もある。
マペットとその演者（マペティアと呼ばれる事が多い）は腹話術で使われる人形と演者とは異なる。腹話術の場合は演者の姿もカメラに映るが、マペットは多くの場合演者はカメラに映らないように操縦を行い、演者をいないものとして扱う。ライブ・パフォーマンスの際はテーブルなどの下に隠れながらマペットの操縦を行う。これは人形の内部に手を入れるだけでなく、観客からは見えづらい糸でマペットの細かい動きを表現しているため可能になったものである。つまり演者が右手を使ってマペットの体を表現し、左手を使って手や足を動かしているため、必然的に多くのマペットは左利きとなる。また、たとえ演者の姿が見えていたとしても、マペットを動かしているときはそのキャラクターとして振る舞うよう徹底されている。
マペットの技術が向上すると、二人以上で動かしたり、ラジオコントロールで操作されるマペットも登場するようになった。これによって演者が画面に映らずともマペットが自由自在に動けるようになり、マペットが自転車に乗ったり、ボートを漕いだり、もしくはステージの上で自由自在に踊るといった場面を撮影できるようになった。

## 作品

### 映画作品
- 『マペットの夢みるハリウッド』（1979年公開）
- 『マペットの大冒険/宝石泥棒をつかまえろ!』（1981年公開）
- 『マペットめざせブロードウェイ!』（1984年公開）
- 『マペットのクリスマス・キャロル』（1992年公開）
- 『マペットの宝島』（1996年公開）
- 『ゴンゾ宇宙に帰る』（1999年公開）
- 『ザ・マペッツ』（2011年公開）
- 『ザ・マペッツ2/ワールド・ツアー』（2014年公開）

### テレビ映画
- 『マペットのメリー・クリスマス』（2002年）
- 『マペットのオズの魔法使い』（2005年）
- 『マペットのホーンテッドマンション』（2021年）

### オリジナルビデオ
- 『Muppet Classic Theater』（1994年）
- 『カーミットのどろんこ大冒険』（2002年）

### テレビ作品
- 『Sam and Friends』（1955年 - 1961年）
- 『マペット・ショー』（1976年 - 1981年）
- 『マペット・ベイビーズ』（1984年 - 1990年）
- 『リトル・マペット・モンスター』（1985年）
- 『ジム・ヘンソンのファンタジー・ワールド』（1989年）
- 『マペット放送局』（1996年 - 1998年）
- 『ザ・マペッツ』（2015年 - 2016年）
- 『マペット・ベビー』（2018年 - 2022年）
- 『マペット大集合!』（2020年）
- 『ザ・マペッツ・メイヘム』（2023年）

### テーマパーク

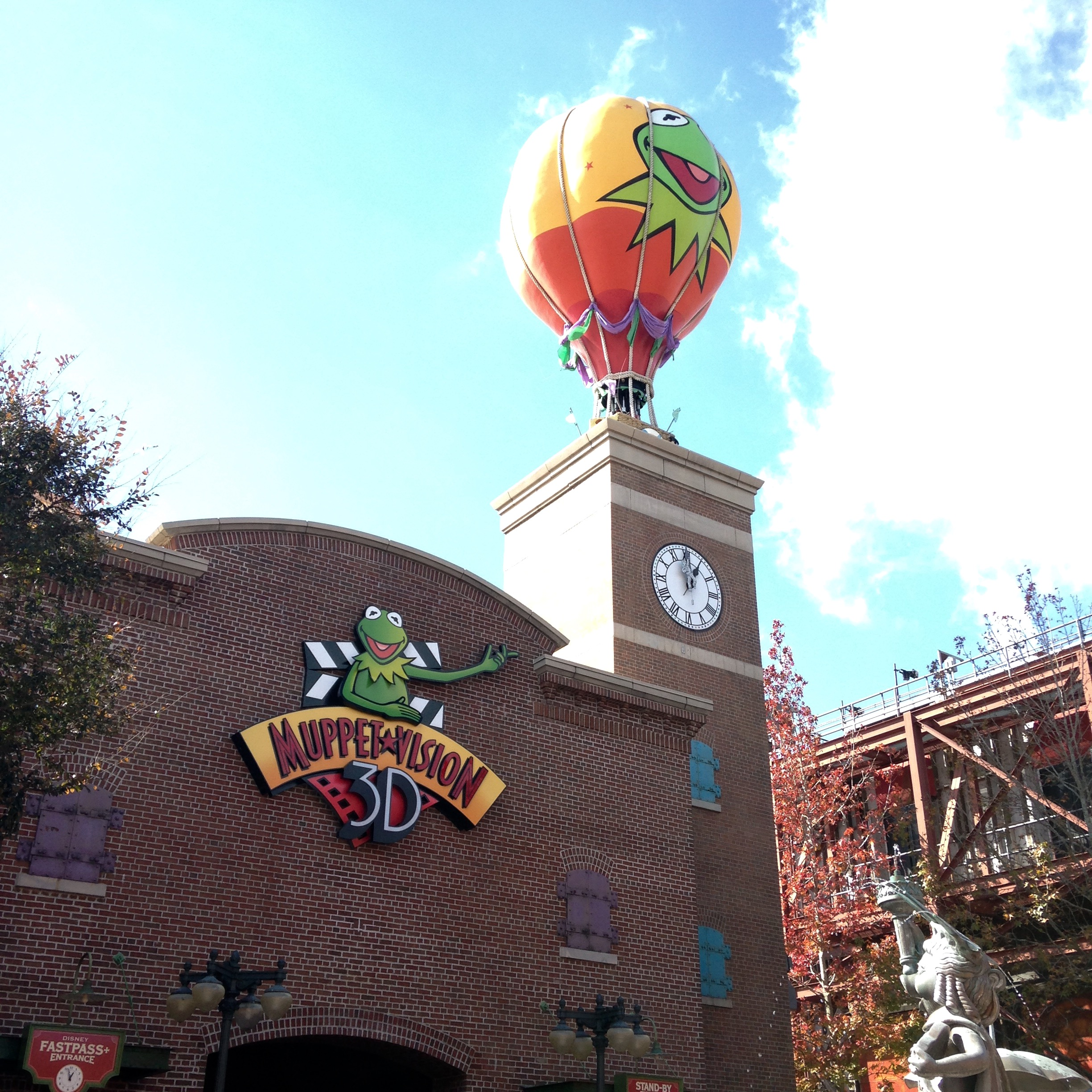
マペットビジョン3D

マペットは今まで複数のディズニーパークに登場している。最初に登場したのは1990年、「ヒア・カム・ザ・マペット」と言う名のショーであり、その後1991年に常設アトラクションである「マペット・ビジョン3D」がディズニー・ハリウッド・スタジオ（当時ディズニー・MGM・スタジオ）にオープンし、その後ディズニー・カリフォルニア・アドベンチャーにもオープンした。
その後は新規のアトラクションは造られていないものの、エプコットと香港ディズニーランドでブンゼンとビーカーを主役にした「マペット・モバイルラボ」、マジック・キングダムでマペットたちがアメリカの歴史を紹介する「マペッツ・プレゼンツ...グレート・モーモンツ・イン・アメリカン・ヒストリー」という名のショーが公演されている。
2024年11月22日に、「マペット・ビジョン3D」を含むエリア一帯が「モンスターズ・インク」のエリアにリニューアルされる一方で、「ロックンローラー・コースター」のテーマをエアロスミスからマペットに変更する形でのリニューアルを発表。